# 安全帯

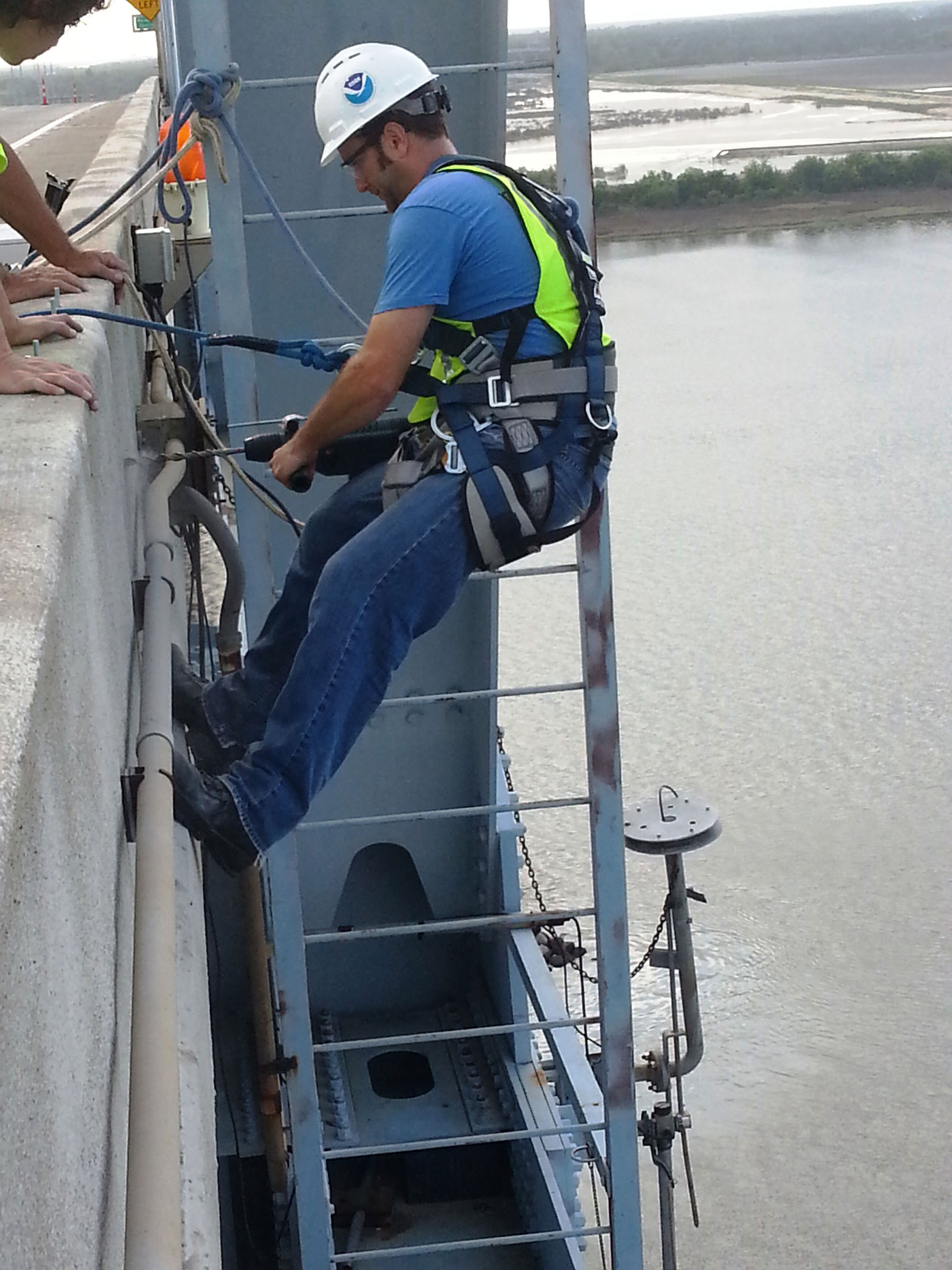
安全帯を使用した高所での作業のようす

安全帯（あんぜんたい、英: Safety harness）は、墜落防止用あるいはワークポジショニング（作業姿勢の安定保持）のための個人用保護具。
欧州諸国等の規格ではインダストリアル・セーフティベルト（industrial safety belt）の用語が使用されたこともあったが、ISO規格は墜落防止用具についてフルハーネス型の器具を前提に制定された。ISO規格がセーフティベルト（industrial safety belt）の用語を使用しなかったため、多くの国の法令等はセーフティベルトの用語を使用していない。
日本でも国際的な動向を踏まえて法改正が行われ、2019年2月1日の改正労働安全衛生法施行令の施行に伴い、墜落防止用具の法令上の正式名称が「墜落制止用器具」（ついらくせいしようきぐ）に変更された。ワークポジショニング作業に使用される身体保持用の器具は「ワークポジショニング用器具」として区別されている（墜落制止用器具の安全な使用に関するガイドライン）。なお、救助隊の編成、装備及び配置の基準を定める省令では「安全帯」として隊員保護用器具に定められている。

## 概説
フルハーネス型安全帯と胴ベルト型安全帯があるが、墜落防止用具としてはアメリカ合衆国で1990年代に胴ベルトの使用が禁止されるなど、欧米ではフルハーネス型安全帯しか使用が認められなくなっていた。日本でも労働安全衛生分野では政令・省令の改正により従来の「安全帯」にかえて「墜落制止用器具」（ついらくせいしようきぐ）として新たに定められ、経過措置を経て、2022年1月から墜落防止用具としては原則として胴ベルト型安全帯（胴ベルト型墜落制止用器具）の使用が認められなくなった。
フルハーネス等の器具と親綱その他の取付設備等と接続するためのロープまたはストラップ及びコネクタ等からなる器具をランヤードという。ランヤードのストラップを巻き取るための器具を巻取器という。なお、送電線用鉄塔で工事用に上部に設置され垂れ下がっているロープを移動ロープという（移動ロープはランヤードではなく親綱とされている）
墜落を制止するときに衝撃を緩和するための器具はショックアブソーバという。
安全帯と自動車用シートベルトには保護性能の比較において類似性があるとされ、自動車用シートベルトにみられるサブマリニング現象（サブマリン現象）と同様の現象が胴ベルト型安全帯でも生じうるとされている。なお、中国語では安全帯という語はシートベルトという意味である。

## 形式
ハーネス型安全帯と胴ベルト型安全帯があるが、先述のように墜落防止器具としての胴ベルト型安全帯は国際的に使用が制限されてきている。

### ハーネス型安全帯
墜落阻止時の衝撃を腿、肩、腰など複数箇所に分散させて受け止める形式で、胴ベルト型安全帯に比べて身体にかかる負担が小さい。上半身のみを保持する胸ハーネスと区別するためフルハーネスともいう。フルボディハーネスともいう。
国際規格（ISO規格）やEN規格、ANSI規格では墜落防止用の器具は全てフルハーネス型が原則となっている。

### 胴ベルト型安全帯
以下のような形式のものがある。
1本つり専用（ロープ/ストラップ式、旧：A種安全帯）
ベルトにランヤードを接続しただけのシンプルな安全帯である。
1本つり専用（ストラップ巻取式）
使用しないときにランヤードを巻取器に収納できる。巻取器には墜落阻止時に落下距離を最短に抑える自動緊張機能や自動ロック機能が付いているものもある。
1本つり専用（常時接続型、通称2丁掛け）
フックの掛け替え時に無胴綱状態にならないように2本のランヤードをもつ。ダブルランヤード式。
U字つり専用（旧：C種安全帯）
主に電柱に登っての柱上作業などに使う。ランヤードは開閉できるフック、綱、綱の長さを調節できる伸縮調整器、ベルト金具(おもに角環)の構成になっている。さらに安全帯を体に装着したときの角環の位置の逆側(角環が右腰のときは左腰)にD環金具をベルトにつける。フックと綱を電柱にぐるっと回して、フックをD環に接続することで安全確保を行う。フックは比較的小さいタイプのものが使われる。
1本つり/U字つり兼用（旧：D種安全帯）
身体を支える必要のあるU字つり作業と身体を支える必要のない1本つり作業の両方に対応するもの。
1本つり/U字つり兼用（常時接続型：補助フック付き、旧：E種安全帯）
U字つり作業と1本つり作業の両方に対応し、無胴綱状態にならないようランヤードの両端にフックを設けたもの。
以上のほか垂直面用（ブランコ・垂直親綱・スライド等と併用）や傾斜面用（親綱やグリップと併用）がある。

## 用途
国際的な墜落防止用の個人用保護具は、フォールアレスト用保護具、ワークポジショニング用保護具、レストレイント用保護具、ロープアクセス用器具の4種類に分類されている。
フォールアレスト用保護具
フォールアレストとは墜落危険がある場所で設定する自己確保をいう。落下時に掛かる衝撃荷重を吸収するよう設計されたものでなければならない。
レストレイント用保護具
レストレインとは墜落危険のある場所に出てしまうのを制限することをいう。レストレイン用の器具は活動範囲を制限して墜落を予防するもので墜落を前提としない。しかし活動をスムーズにするために余長を作ってしまうと、レストレインと区別すべきフォールアレストの自己確保になってしまい、墜落危険のある場所に出てしまうのを制限するレストレインの本来の機能を果たせなくなる。
ワークポジショニング用保護具
ワークポジショニングとは作業姿勢の安定保持をいう。フォールアレストとレストレインが別のロープ、地面又は手足があるもの（一次確保）なのに対し、ワークポジショニングは最初からロープに荷重を預けた状態で作業を行うものである。そのためワークポジショニングではロープの切断や支点崩壊等に備えてロープを別系統で設定する必要がある（二次確保）（墜落抑止のためフルハーネス型の器具を併用する）。
ロープアクセス用器具
ロープアクセス技術を参照。

## 労働安全

### 日本

#### 安全帯使用の法的根拠
労働安全衛生法第21条2項は、「事業者は、労働者が墜落するおそれのある場所、土砂等が崩壊するおそれのある場所等に係る危険を防止するため必要な措置を講じなければならない。」と定めており、同法省令の労働安全衛生規則第518条が、安全帯（2019年2月1日以降は「墜落制止用器具」）の使用について具体的に定めている。
墜落の危険性のある高所作業の原則として、「事業者は、高さが二メートル以上の箇所（作業床の端、開口部等を除く。）で作業を行なう場合において墜落により労働者に危険を及ぼすおそれのあるときは、足場を組み立てる等の方法により作業床を設けなければならない。」(規則第518条1項)
との定めがあるが、そうした「作業床を設けることが困難なときは、防網を張り、労働者に安全帯を使用させる等墜落による労働者の危険を防止するための措置を講じなければならない。」(規則第518条2項)と、安全帯の使用を明確に求めている。

#### 2019年2月1日以降の変更点
2018年6月8日に「労働安全衛生法施行令の一部を改正する政令」が公布され、2019年2月1日より施行された。
- 労働安全衛生法施行令で従来の「安全帯」にかえて新たに「墜落制止用器具」が定められた[注 1][4]。墜落制止用器具についてはフルハーネス型の使用が原則となった。ただし、フルハーネス型の着用者が墜落時に地面に到達するおそれのある場合（高さが6.75ｍ以下）は「胴ベルト型（一本つり）」を使用できる[6]。
- U字つり用胴ベルト型安全帯は「墜落制止用器具」から除外されたため、U字つり用胴ベルト型安全帯を墜落制止用器具として使用することはできなくなった[4]（2022年1月1日まで経過措置があったが終了した[4]）。
- U字つり用胴ベルトをワークポジショニング用の器具として使用することはできるが、墜落制止用器具には該当しないため、法令上、墜落制止用器具が必要な場合にはそれとの併用が必要となる（厚生労働省労働基準局安全衛生部安全課「墜落制止用器具に係る質疑応答集」質問2-2）[4]。
- 地上からの高さが高さ2m以上で作業床を設けることが困難な場所でハーネス型墜落制止用器具を使用して作業を行う労働者（ロープ高所作業に係る業務を除く。）は「墜落制止用器具を用いて行う作業に係る業務に係る特別教育」を修了しなければならない[6]。
- 2019年1月31日以前の規格に沿って製造された安全帯（ハーネス型を含む）は2022年1月2日以降は使用が禁止される。

### アメリカ合衆国
OSHA（Occupational Safety and Health act）1926.502（d）（20）は、「雇用者は、使用者の墜落時の速やかな救護手段を用意するか、使用者自身が自分で助かるようにしなければならない」と定めている。